# Hnanice (Hrubá Skála)
Hnanice je malá vesnice, část obce Hrubá Skála v okrese Semily. Nachází se asi jeden kilometr východně od Hrubé Skály. Prochází zde silnice I/35.
Hnanice leží v katastrálním území Hnanice pod Troskami o rozloze 2,07 km². V katastrálním území Hnanice pod Troskami leží i Borek.

## Historie
První písemná zmínka o vesnici pochází z roku 1543.

## Pamětihodnosti
- obecní kříž při čp. 34 (u hasičské zbrojnice)
- kovový kříž jižně od statku čp. 3 (na trávníku nad požární nádrží)
- pomník partyzána Nikolaje Ivanoviče Gorochova (u silnice na hranici katastrálního území u Radvánovic)

## Rodáci
- Ladislav Kozák – český akademický sochař a medailér